# 鳥取県道25号鳥取停車場線
鳥取県道25号鳥取停車場線（とっとりけんどう25ごう とっとりていしゃじょうせん）は、鳥取県鳥取市を通る県道（主要地方道）である。
この道路は、通称「駅前通り」といわれる。

## 概要

### 路線データ
- 起点：鳥取県鳥取市東品治町（鳥取駅北口・鳥取県道43号鳥取福部線交点）
- 終点：鳥取県鳥取市末広温泉町・若桜街道交差点（国道53号・鳥取県道192号西町鳥取停車場線・鳥取県道291号鳥取国府線交点）
- 総延長：0.2 km

## 歴史
- 1993年（平成5年）5月11日 - 建設省から、県道鳥取停車場線が鳥取停車場線として主要地方道に指定される[1]。
- 2011年（平成23年）3月25日 - 鳥取県告示第155号により鳥取県道192号西町鳥取停車場線の経路が変更され、当路線は全線が鳥取県道192号西町鳥取停車場線との重用区間になる[2][3]。
- 2014年（平成26年）3月31日 - 鳥取県告示第233・234号により、別線の鳥取市東品治町・鳥取駅バスターミナル構内の道路部分（建物東端以東）を鳥取県道43号鳥取福部線に変更[4][5]。

## 路線状況
2011年（平成23年）3月25日以後は全線が鳥取県道192号西町鳥取停車場線と重用する経路となり、単独区間が存在しない。

### 重用区間
- 鳥取県道192号西町鳥取停車場線（全線）

## 地理

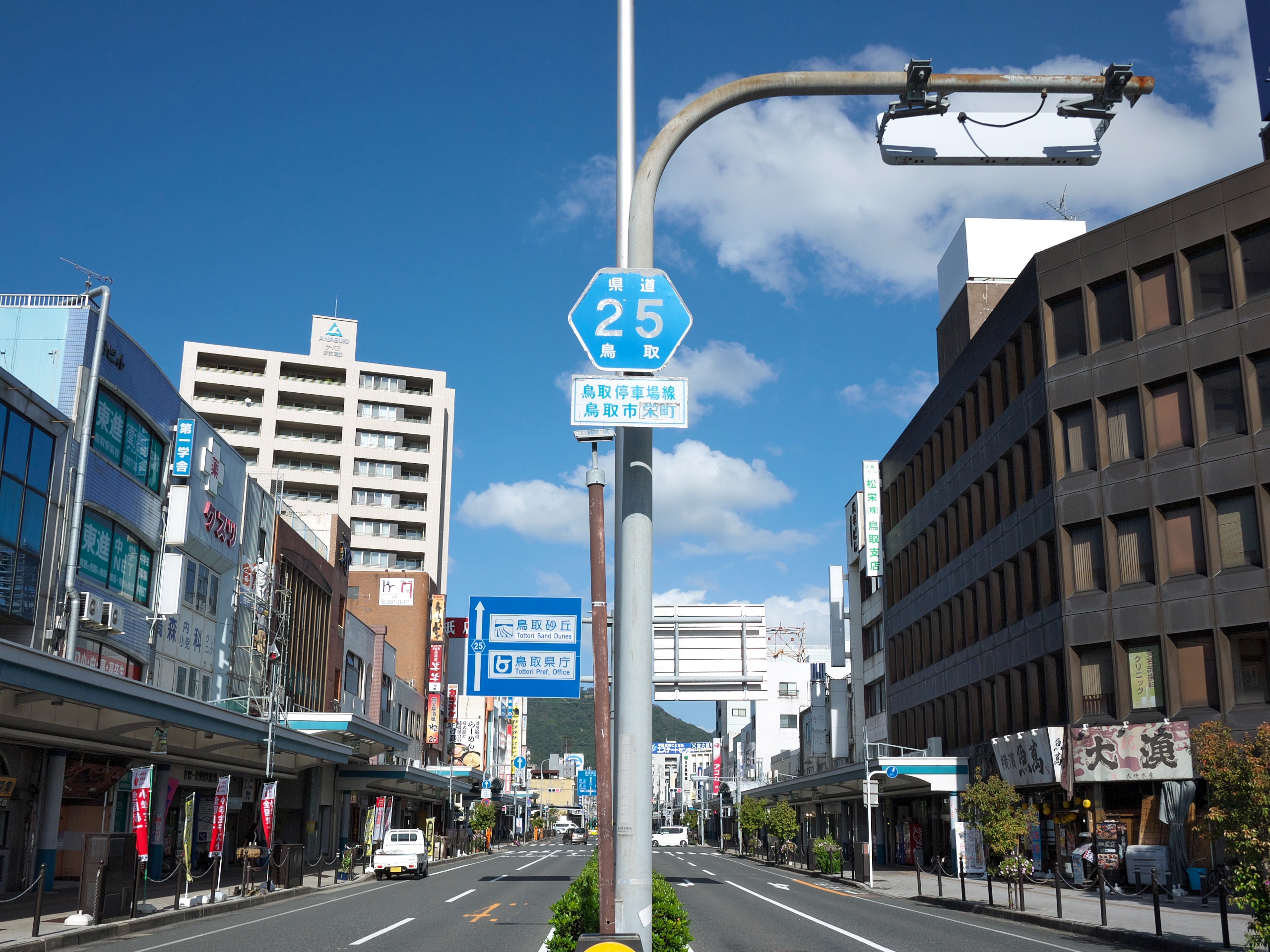
県庁方面

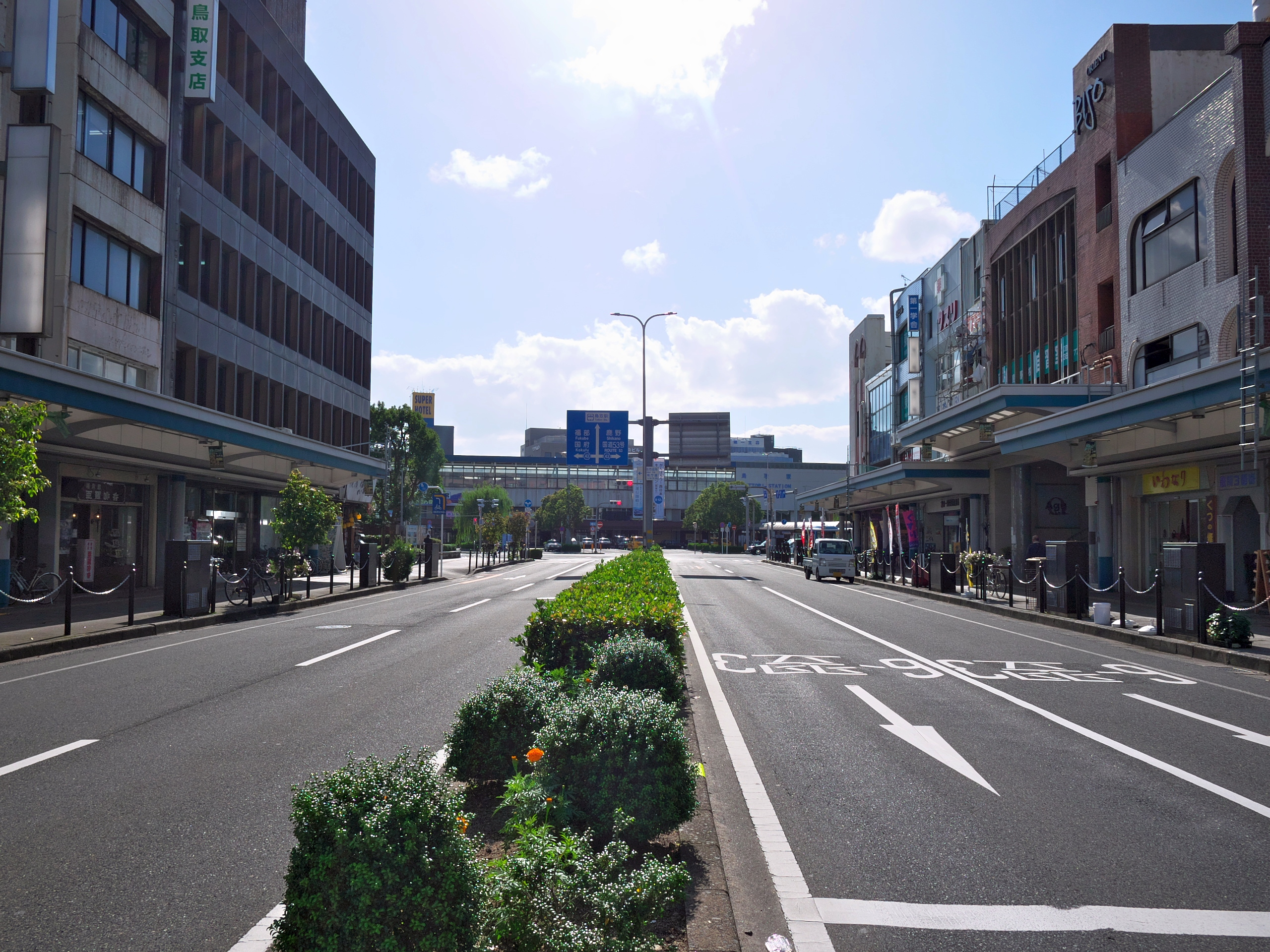
鳥取駅方面

### 通過する自治体
- 鳥取市

### 交差する道路
| 交差する道路                                                                               | 交差する場所 | 交差する場所          |
| ------------------------------------------------------------------------------------------ | ------------ | --------------------- |
| 鳥取県道43号鳥取福部線 鳥取県道192号西町鳥取停車場線 重複区間起点                          | 東品治町     | 起点                  |
| 国道53号 国道373号 重複 鳥取県道192号西町鳥取停車場線 重複区間終点 鳥取県道291号鳥取国府線 | 末広温泉町   | 若桜街道交差点 / 終点 |

### 沿線にある施設など
- 鳥取温泉
- 鳥取シネマ（映画館）
- みずほ銀行鳥取支店